# بين سوندرز (فنان قتال مختلط)
بين سوندرز (بالإنجليزية: Ben Saunders) هو فنان قتال مختلط أمريكي، ولد في 13 أبريل 1983 في فورت لودرديل في الولايات المتحدة.

## وصلات خارجية
- بين سوندرز على موقع يو إف سي (الإنجليزية)
- بين سوندرز على موقع بيلاتور (الإنجليزية)
- بين سوندرز على موقع شيردوغ (الإنجليزية)
- بين سوندرز على موقع Tapology.com (الإنجليزية)
- بين سوندرز على موقع IMDb (الإنجليزية)
- بين سوندرز على موقع قاعدة بيانات الفيلم (الإنجليزية)